# Vellakoil
Vellakoil é uma panchayat (vila) no distrito de Erode, no estado indiano de Tamil Nadu.

## Demografia
Segundo o censo de 2001, Vellakoil tinha uma população de 34,509 habitantes. Os indivíduos do sexo masculino constituem 50% da população e os do sexo feminino 50%. Vellakoil tem uma taxa de literacia de 69%, superior à média nacional de 59.5%: a literacia no sexo masculino é de 77% e no sexo feminino é de 60%. Em Vellakoil, 9% da população está abaixo dos 6 anos de idade.